# Vicente Guaita
Vicente Guaita Panadero (Torrent, 10 gennaio 1987) è un calciatore spagnolo, portiere del Celta Vigo.

## Carriera

### Club

#### Valencia
Nato in un piccolo comune della provincia valenciana, Guaita entra nelle giovanili della squadra spagnola del Valencia e li vi resta sino al 2008.
Nella stagione 2008-2009 viene aggregato alla prima squadra a seguito del ritiro della bandiera Cañizares, questo, unito al fatto che l'allenatore dell'epoca, Unai Emery, non nutriva grande fiducia nel tedesco Hildebrand, autore di un pessimo avvio di stagione che gli costerà la permanenza in squadra, fa sì che il giovane spagnolo divenga presto il secondo portiere della squadra valenciana.
Guaita fa il suo debutto ufficiale il 2 ottobre 2008 nell'incontro di Coppa UEFA contro il Marítimo, partita vinta dagli spagnoli 2-1.
Tuttavia dopo l'acquisto dell'esperto César Sánchez dal Tottenham, ed il completo recupero di Renan, il giovane spagnolo viene retrocesso a terza scelta sino al termine della stagione.
L'anno seguente, col rinnovo di Sánchez per un'altra stagione e l'acquisto di Miguel Ángel Moyà dal Maiorca, Guaita è considerato di troppo e viene quindi mandato in prestito in seconda divisione, al Recreativo Huelva.
In Andalusia il giovane Guaita si mette in luce tanto da aggiudicarsi il Trofeo Zamora per la seconda divisione, forte dei soli 24 gol concessi in 30 gare, che consentono alla squadra di attestarsi in una posizione di metà classifica.
Tra novembre e dicembre del 2010 il Valencia deve fare i conti con gli infortuni sia di César che di Moyà, cosicché Guaita viene richiamato alla casa madre per difendere la porta spagnola sia in campionato che in Champions League di quell'anno, dove Guaita affronta il Manchester Utd, incontro terminato poi 1-1, dove riesce addirittura ad impressionare il tecnico avversario Ferguson che si informa sulla possibilità di acquisire l'estremo difensore spagnolo, anche se poi Guaita resterà al Valencia.

## Statistiche

### Presenze e reti nei club
Statistiche aggiornate al 23 luglio 2024.
| Stagione              | Squadra               | Campionato            | Campionato | Campionato | Coppe nazionali | Coppe nazionali | Coppe nazionali | Coppe continentali | Coppe continentali | Coppe continentali | Altre coppe | Altre coppe | Altre coppe | Totale | Totale |
| Stagione              | Squadra               | Comp                  | Pres       | Reti       | Comp            | Pres            | Reti            | Comp               | Pres               | Reti               | Comp        | Pres        | Reti        | Pres   | Reti   |
| --------------------- | --------------------- | --------------------- | ---------- | ---------- | --------------- | --------------- | --------------- | ------------------ | ------------------ | ------------------ | ----------- | ----------- | ----------- | ------ | ------ |
| 2007-2008             | Valencia              | PD                    | 0          | 0          | CR              | 0               | 0               | -                  | -                  | -                  | -           | -           | -           | 0      | 0      |
| 2008-2009             | Valencia              | PD                    | 2          | -5         | CR              | 3               | -3              | CU                 | 3                  | -4                 | SS          | 0           | 0           | 8      | -12    |
| 2009-2010             | Recreativo Huelva     | SD                    | 30         | -24        | CR              | 1               | -1              | -                  | -                  | -                  | -           | -           | -           | 31     | -25    |
| 2010-2011             | Valencia              | PD                    | 21         | -26        | CR              | 3               | -5              | UCL                | 4                  | -6                 | -           | -           | -           | 28     | -37    |
| 2011-2012             | Valencia              | PD                    | 26         | -25        | CR              | 2               | 0               | UCL+UEL            | 0+2                | 0                  | -           | -           | -           | 30     | -25    |
| 2012-2013             | Valencia              | PD                    | 14         | -15        | CR              | 5               | -5              | UCL                | 6                  | -6                 | -           | -           | -           | 25     | -26    |
| 2013-2014             | Valencia              | PD                    | 13         | -21        | CR              | 3               | -3              | UEL                | 7                  | -11                | -           | -           | -           | 23     | -35    |
| Totale Valencia       | Totale Valencia       | Totale Valencia       | 76         | -92        |                 | 16              | -16             |                    | 22                 | -27                |             | 0           | 0           | 114    | -135   |
| 2014-2015             | Getafe                | PD                    | 29         | -44        | CR              | 0               | 0               | -                  | -                  | -                  | -           | -           | -           | 29     | -44    |
| 2015-2016             | Getafe                | PD                    | 38         | -67        | CR              | 0               | 0               | -                  | -                  | -                  | -           | -           | -           | 38     | -67    |
| 2016-2017             | Getafe                | SD                    | 8+4        | -9; + -4   | CR              | 0               | 0               | -                  | -                  | -                  | -           | -           | -           | 12     | -13    |
| 2017-2018             | Getafe                | PD                    | 34         | -28        | CR              | 0               | 0               | -                  | -                  | -                  | -           | -           | -           | 34     | -28    |
| Totale Getafe         | Totale Getafe         | Totale Getafe         | 109+4      | -148; + -4 |                 | 0               | 0               |                    | -                  | -                  |             | -           | -           | 113    | -152   |
| 2018-2019             | Crystal Palace        | PL                    | 20         | -23        | FACup+CdL       | 1+3             | -2; + -1        | -                  | -                  | -                  | -           | -           | -           | 24     | -26    |
| 2019-2020             | Crystal Palace        | PL                    | 35         | -42        | FACup+CdL       | 0+0             | 0               | -                  | -                  | -                  | -           | -           | -           | 35     | -42    |
| 2020-2021             | Crystal Palace        | PL                    | 37         | -64        | FACup+CdL       | 0+0             | 0               | -                  | -                  | -                  | -           | -           | -           | 37     | -64    |
| 2021-2022             | Crystal Palace        | PL                    | 30         | -33        | FACup+CdL       | 0+0             | 0               | -                  | -                  | -                  | -           | -           | -           | 18     | -25    |
| 2022-2023             | Crystal Palace        | PL                    | 27         | -34        | FACup+CdL       | 1+0             | -2+ 0           | -                  | -                  | -                  | -           | -           | -           | 28     | -36    |
| Totale Crystal Palace | Totale Crystal Palace | Totale Crystal Palace | 149        | -196       |                 | 5               | -5              |                    | -                  | -                  |             | -           | -           | 154    | -201   |
| 2023-2024             | Celta Vigo            | PD                    | 27         | -39        | CR              | 0               | 0               | -                  | -                  | -                  | -           | -           | -           | 27     | -39    |
| Totale carriera       | Totale carriera       | Totale carriera       | 391+4      | -499; + -4 |                 | 22              | -22             |                    | 22                 | -27                |             | 0           | 0           | 435    | -552   |

## Palmarès

### Individuale
- Trofeo Zamora per la Seconda Divisione: 1

2009-2010